# پرینستاون
پرینستاون (به انگلیسی: Princetown) یک شهرک در بریتانیا است که در Dartmoor Forest واقع شده‌است.